# Leichtathletik-Weltmeisterschaften 2019/Kugelstoßen der Männer

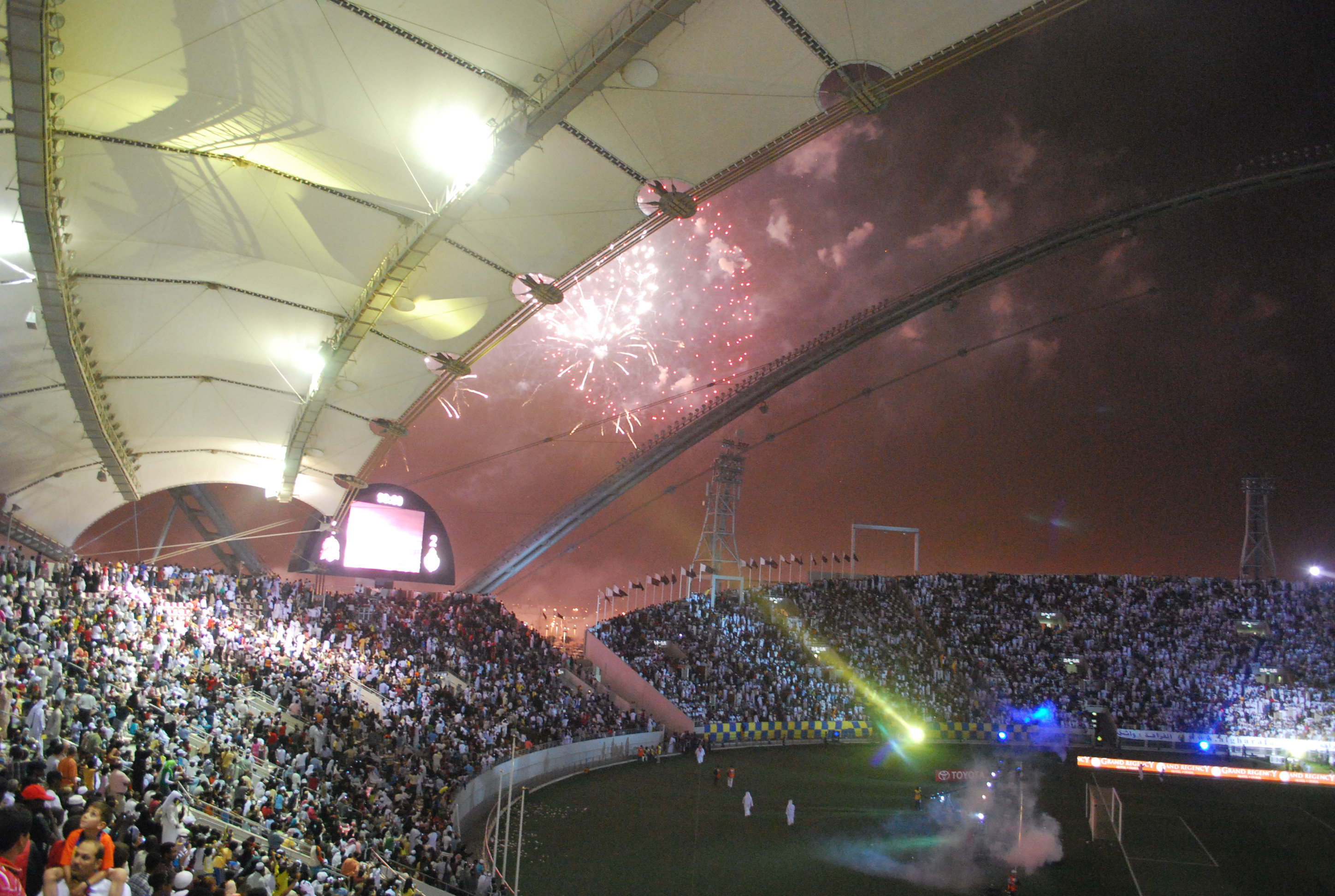
Das Khalifa International Stadium während des Emir Cups im Jahr 2009

Das Kugelstoßen der Männer bei den Leichtathletik-Weltmeisterschaften 2019 fand am 3. und 5. Oktober 2019 im Khalifa International Stadium der katarischen Hauptstadt Doha statt.
34 Athleten aus 25 Ländern nahmen an dem Wettbewerb teil.
Die US-amerikanischen Kugelstoßer errangen mit Gold und Silber zwei Medaillen.

Seinen zweiten WM-Titel nach 2015 errang der Vizeweltmeister von 2017 und Olympiazweite von 2016 Joe Kovacs. Zweiter wurde der aktuelle Olympiasieger Ryan Crouser. Bronze ging an den neuseeländischen Titelverteidiger und Olympiadritten von 2016 Tomas Walsh.
Das Niveau in diesem Wettbewerb war ausgesprochen hoch, die Abstände der Medaillengewinner untereinander äußerst eng. Mit 22,91 m stellte Joe Kovacs einen neuen WM-Rekord auf. Nur einen Zentimeter dahinter wurde Ryan Crouser Zweiter. Tomas Walsh wurde mit derselben Weite nur durch den schwächeren zweitbesten Stoß auf den Bronzeplatz verdrängt und stellte mit seinen 22,90 m einen neuen Ozeanienrekord auf. Seine Siegesweite von den letzten Weltmeisterschaften (22,03 m) hätten hier nur zu Rang fünf gereicht.

## Rekorde

### Bestehende Rekorde
Vor dem Wettbewerb galten folgende Rekorde:
| Weltrekord               | Randy Barnes   | 23,12 m | Los Angeles, USA   | 20. Mai 1990    |
| Weltmeisterschaftsrekord | Werner Günthör | 22,23 m | WM in Rom, Italien | 29. August 1987 |

### Rekordverbesserungen
- Der US-amerikanische Weltmeister Joe Kovacs verbesserte den bestehenden WM-Rekord im Finale am 5. Oktober um 68 Zentimeter auf 22,91 m.
- Außerdem gab es einen Kontinentalrekord: 22,90 m (Ozeanienrekord) – Tomas Walsh (Neuseeland), Finale am 5. Oktober

## Legende
Kurze Übersicht zur Bedeutung der Symbolik – so üblicherweise auch in sonstigen Veröffentlichungen verwendet:
| – | verzichtet |
| x | ungültig   |

## Qualifikation
34 Teilnehmer traten in zwei Gruppen zur Qualifikationsrunde an. Die Qualifikationsweite für den direkten Finaleinzug betrug 20,90 m. Genau zwölf Athleten übertrafen diese Marke (hellblau unterlegt). So musste das Finalfeld nicht weiter aufgefüllt werden, diese zwölf Wettbewerber bestritten am übernächsten Tag das Finale.

### Gruppe A
3. Oktober 2019, 19:20 Uhr Ortszeit (18:20 Uhr MESZ)
| Platz | Athlet                | Land                        | 1. Versuch | 2. Versuch | 3. Versuch | Weite (m) |
| ----- | --------------------- | --------------------------- | ---------- | ---------- | ---------- | --------- |
| 1     | Tomas Walsh           | Neuseeland                  | 21,92      | –          | –          | 21,92     |
| 2     | Darlan Romani         | Brasilien                   | 21,69      | –          | –          | 21,69     |
| 3     | Armin Sinančević      | Serbien                     | 20,48      | 21,51      | –          | 21,51 PB  |
| 4     | Darrell Hill          | USA                         | 21,25      | –          | –          | 21,25     |
| 5     | Konrad Bukowiecki     | Polen                       | 21,16      | –          | –          | 21,16     |
| 6     | Tomáš Staněk          | Tschechien                  | 20,43      | 20,73      | 21,02      | 21,02     |
| 7     | Tim Nedow             | Kanada                      | 20,51      | 20,53      | 20,94      | 20,94     |
| 8     | Chukwuebuka Enekwechi | Nigeria                     | 20,12      | 20,94      | –          | 20,94     |
| 9     | Leonardo Fabbri       | Italien                     | x          | 20,75      | x          | 20,75     |
| 10    | Jakub Szyszkowski     | Polen                       | 20,55      | x          | 19,85      | 20,55     |
| 11    | Eldred Henry          | Britische Jungferninseln    | 19,31      | x          | 20,13      | 20,13     |
| 12    | O’Dayne Richards      | Jamaika                     | 19,75      | 19,02      | 20,07      | 20,07     |
| 13    | Mohamed Magdi Hamza   | Ägypten                     | x          | 19,91      | x          | 19,91     |
| 14    | Maxim Afonin          | Authorised Neutral Athletes | 19,76      | 19,55      | 19,82      | 19,82     |
| 15    | Iwan Iwanow           | Kasachstan                  | 19,57      | 19,73      | x          | 19,73     |
| 16    | Kemal Mešić           | Bosnien und Herzegowina     | 19,49      | 19,19      | 19,44      | 19,49     |
|       | Kristo Galeta         | Estland                     |            |            |            | DNS       |

In Qualifikationsgruppe A ausgeschiedene Kugelstoßer:

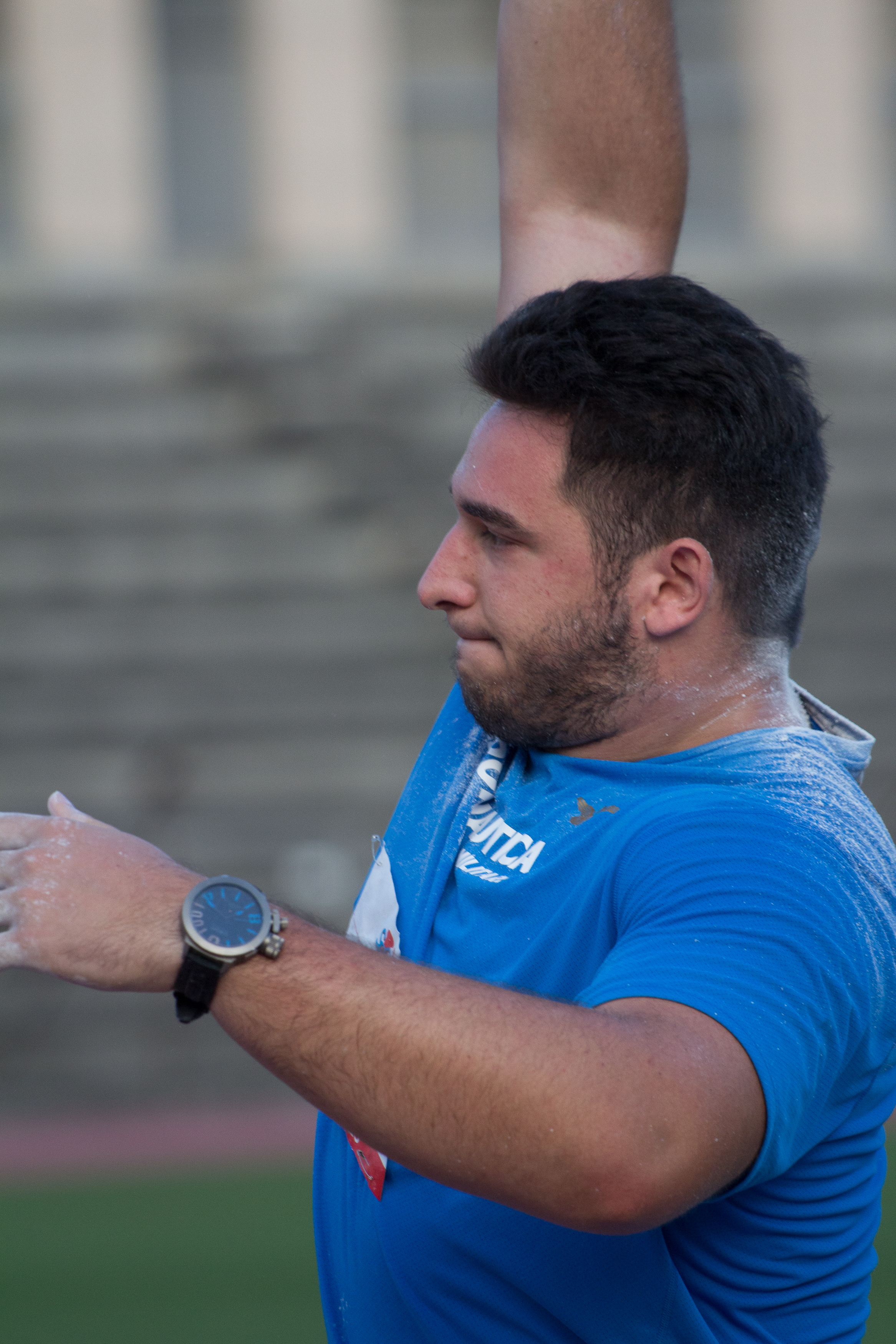
Leonardo Fabbri Rang neun mit 20,75 m
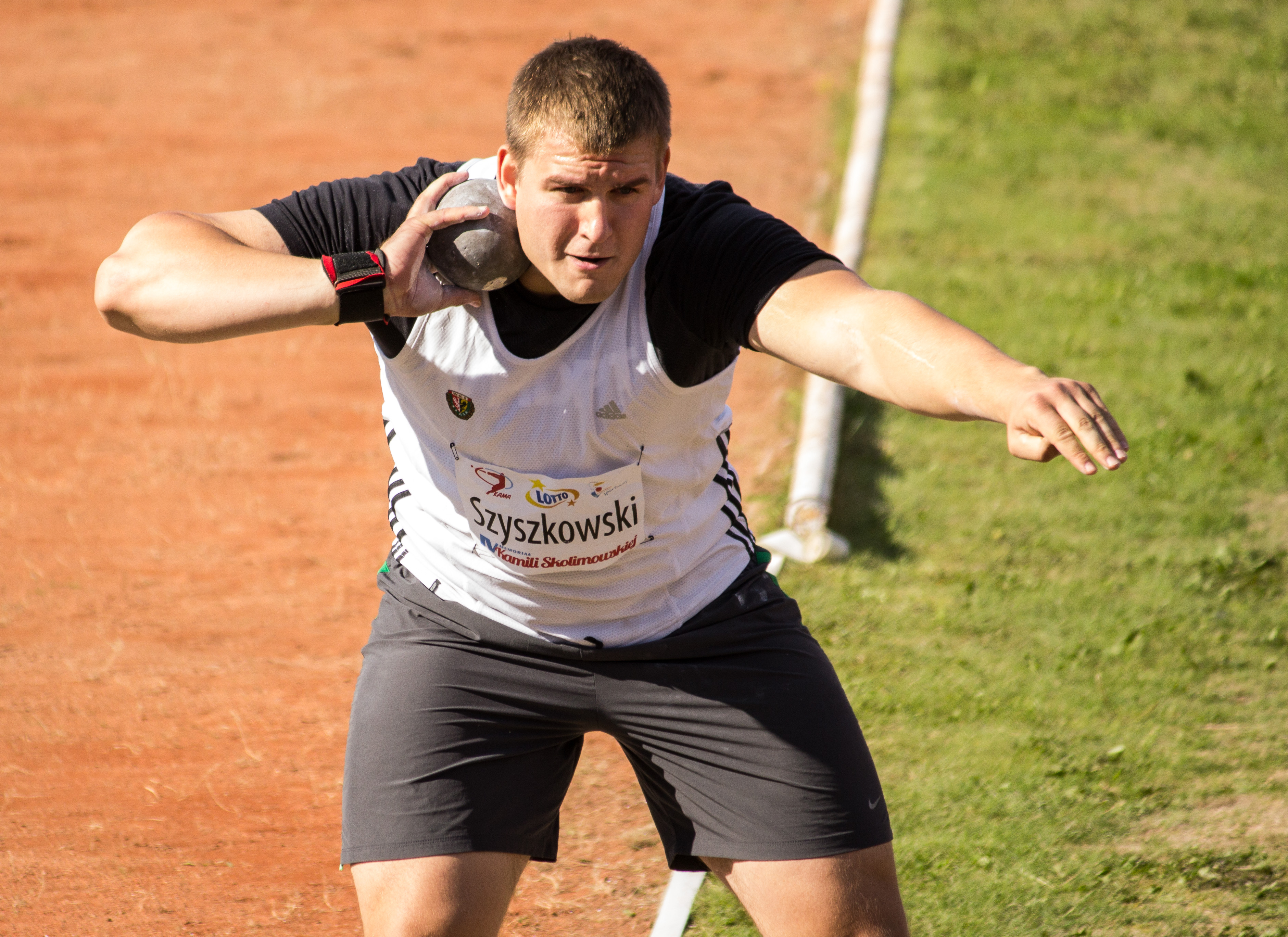
Jakub Szyszkowski Rang zehn mit 20,55 m
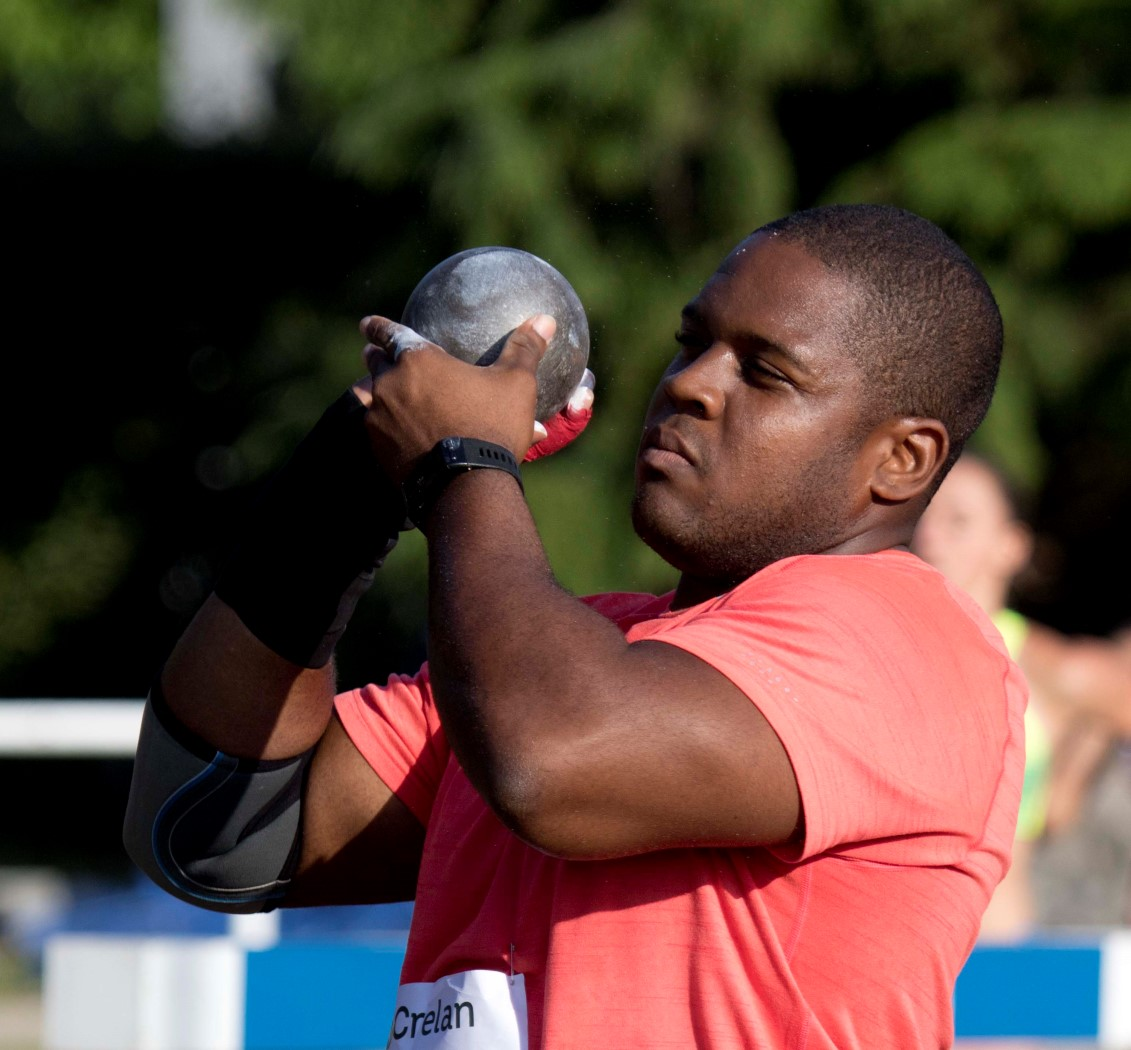
O’Dayne Richards Rang zwölf mit 20,07 m
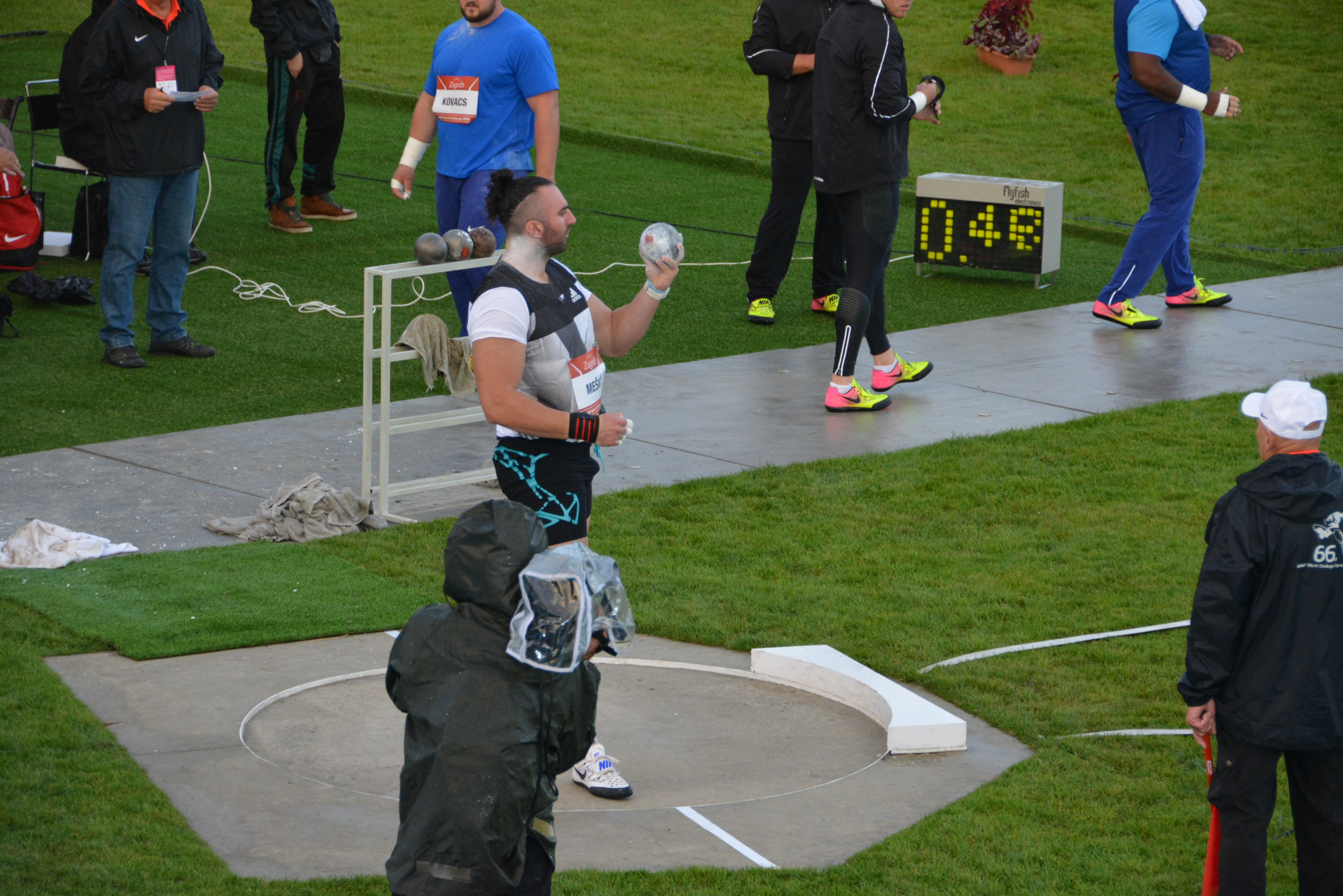
Kemal Mešić Rang sechzehn mit 19,49 m

### Gruppe B
3. Oktober 2019, 20:39 Uhr Ortszeit (18:20 Uhr MESZ)
| Platz | Athlet             | Land                        | 1. Versuch | 2. Versuch | 3. Versuch | Weite (m) |
| ----- | ------------------ | --------------------------- | ---------- | ---------- | ---------- | --------- |
| 1     | Ryan Crouser       | USA                         | 21,67      | –          | –          | 21,67     |
| 2     | Jacko Gill         | Neuseeland                  | 21,12      | –          | –          | 21,12     |
| 3     | Filip Mihaljević   | Kroatien                    | 20,76      | 21,00      | –          | 21,00     |
| 4     | Joe Kovacs         | USA                         | 20,92      | –          | –          | 20,92     |
| 5     | Mostafa Amr Hassan | Ägypten                     | 20,23      | 20,55      | x          | 20,55     |
| 6     | Michał Haratyk     | Polen                       | 20,44      | 20,52      | 20,11      | 20,52     |
| 7     | Andrei Marius Gag  | Rumänien                    | 20,50      | 18,91      | x          | 20,50     |
| 8     | Tejinder Pal Singh | Indien                      | 20,43      | x          | 19,55      | 20,43 SB  |
| 9     | Wictor Petersson   | Schweden                    | 20,31      | x          | x          | 20,31     |
| 10    | Mesud Pezer        | Bosnien und Herzegowina     | 20,17      | x          | 19,93      | 20,17     |
| 11    | Denzel Comenentia  | Niederlande                 | x          | 20,03      | 19,64      | 20,03     |
| 12    | Orazio Cremona     | Südafrika                   | x          | x          | 19,98      | 19,98     |
| 13    | Bob Bertemes       | Luxemburg                   | x          | 19,40      | 19,89      | 19,89     |
| 14    | Asmir Kolašinac    | Serbien                     | 19,78      | x          | 19,86      | 19,86     |
| 15    | Franck Elemba      | Republik Kongo              | 19,43      | 19,76      | 19,59      | 19,76 SB  |
| 16    | Alexander Lesnoi   | Authorised Neutral Athletes | 19,43      | 19,62      | x          | 19,62     |
| 17    | Francisco Belo     | Portugal                    | 18,99      | x          | 19,52      | 19,52     |
| 18    | Uziel Muñoz        | Mexiko                      | x          | x          | 19,06      | 19,06     |

In Qualifikationsgruppe B ausgeschiedene Kugelstoßer:

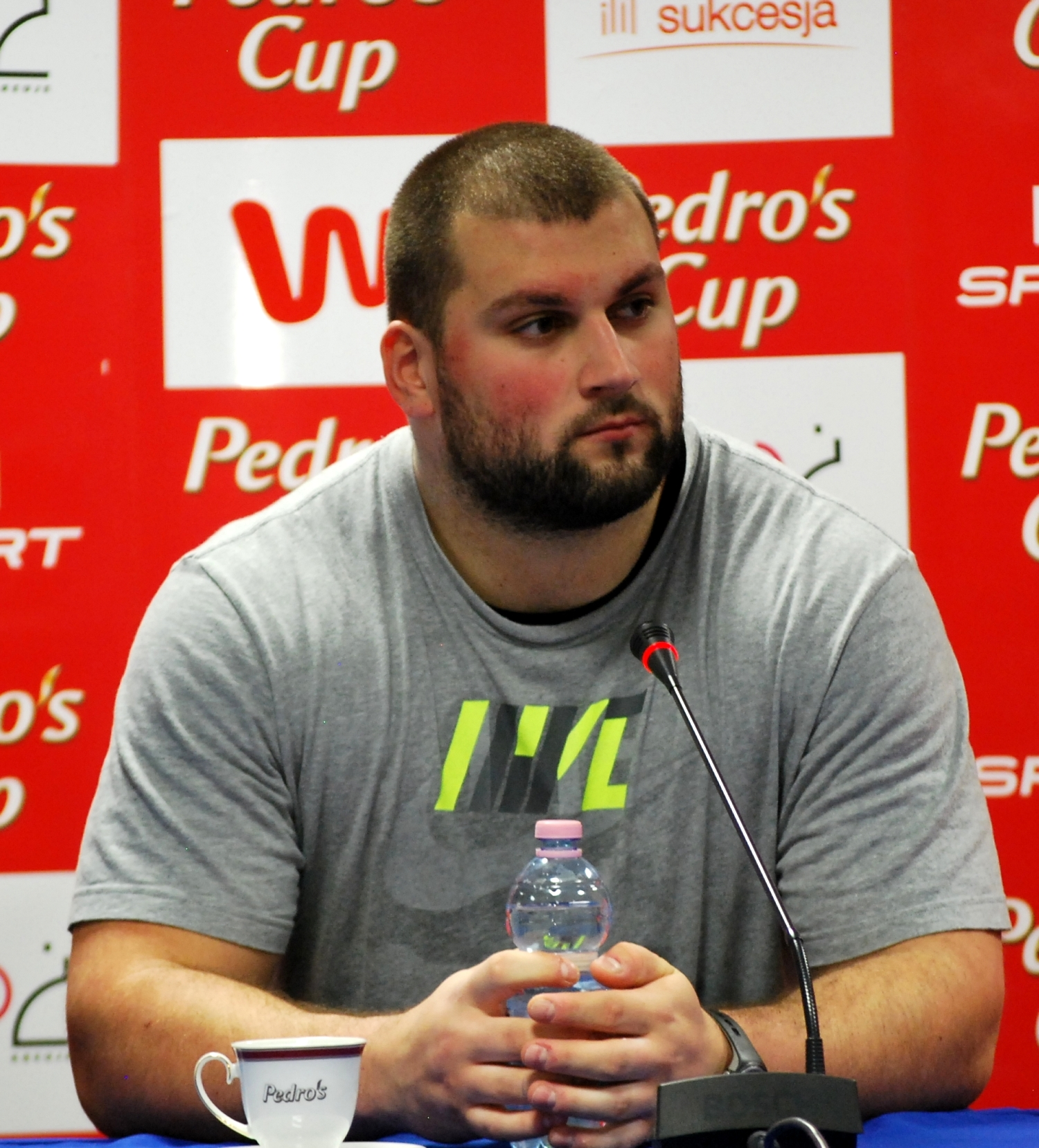
Michał Haratyk Rang sechs mit 20,52 m
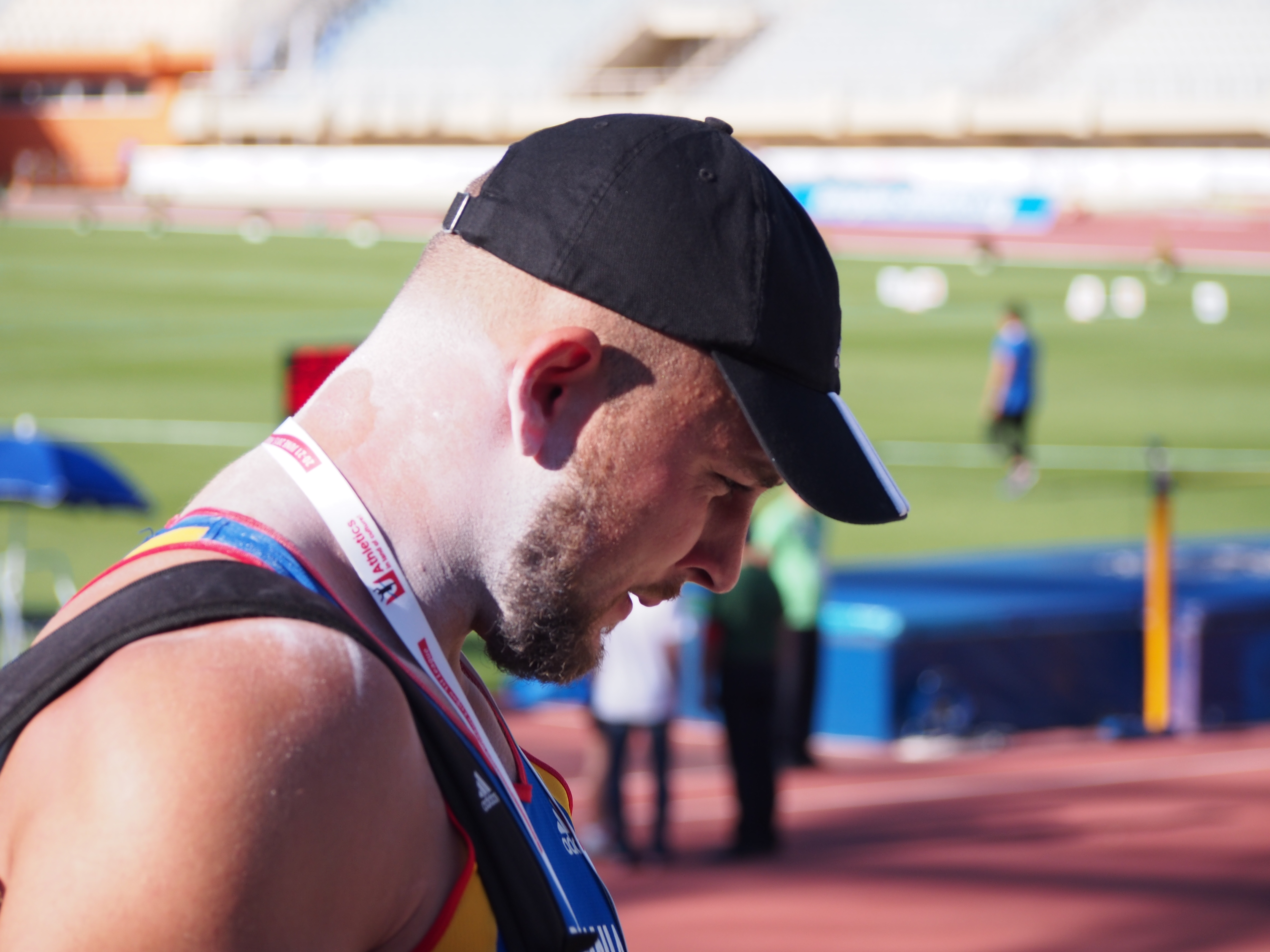
Andrei Gag Rang sieben mit 20,50 m
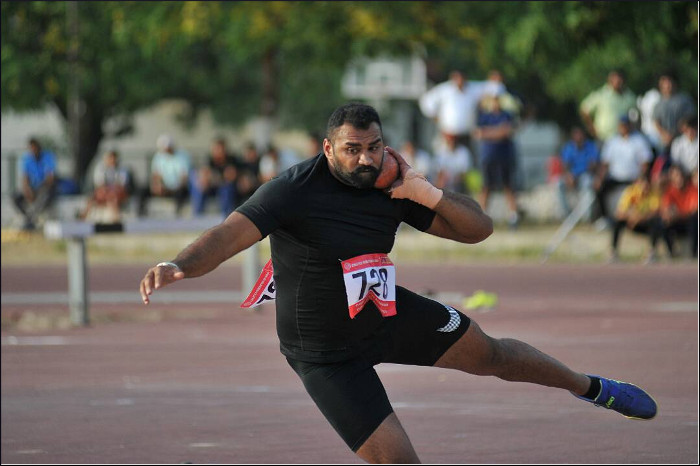
Tejinder Pal Singh Rang acht mit 20,43 m
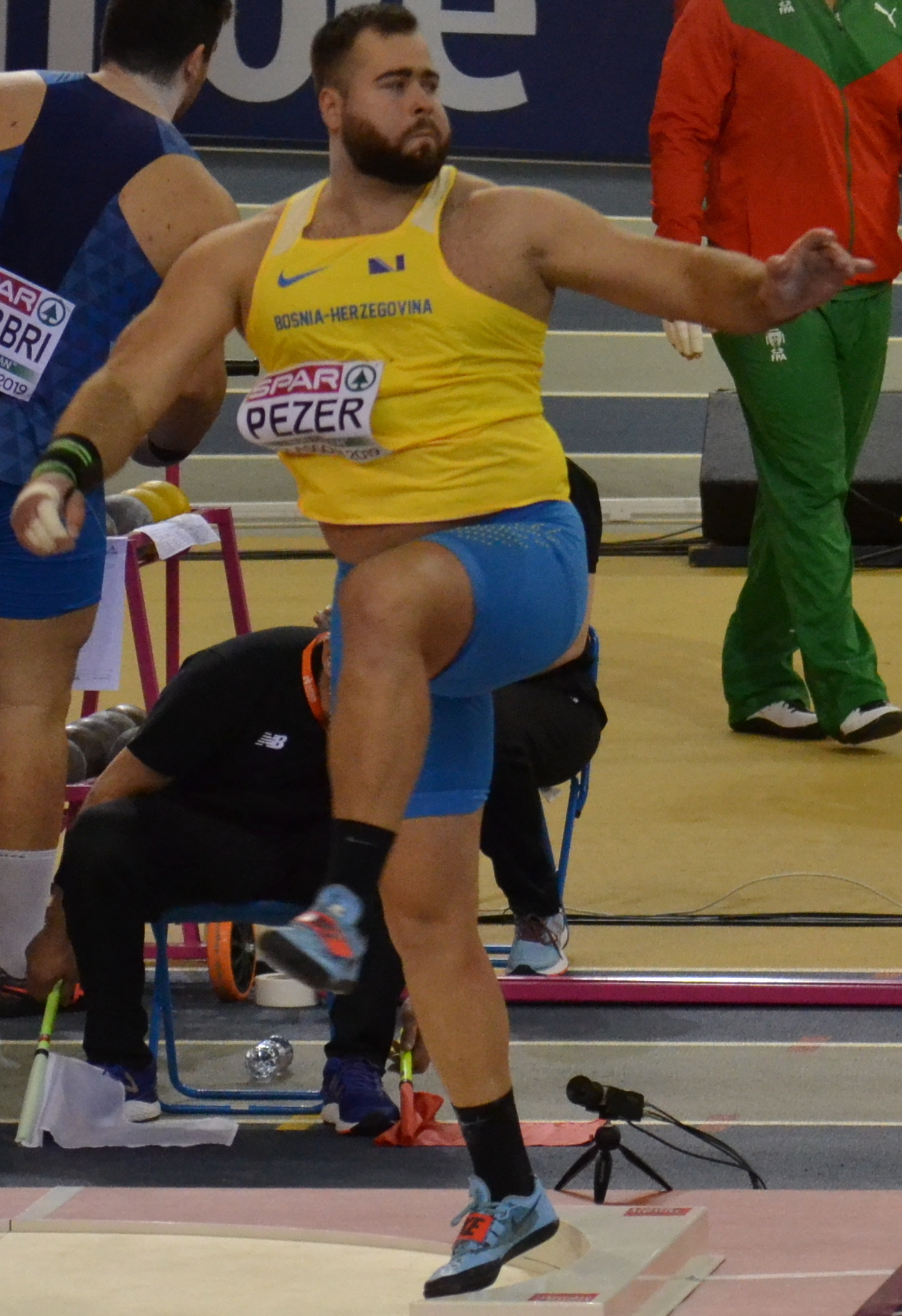
Mesud Pezer Rang zehn mit 20,17 m
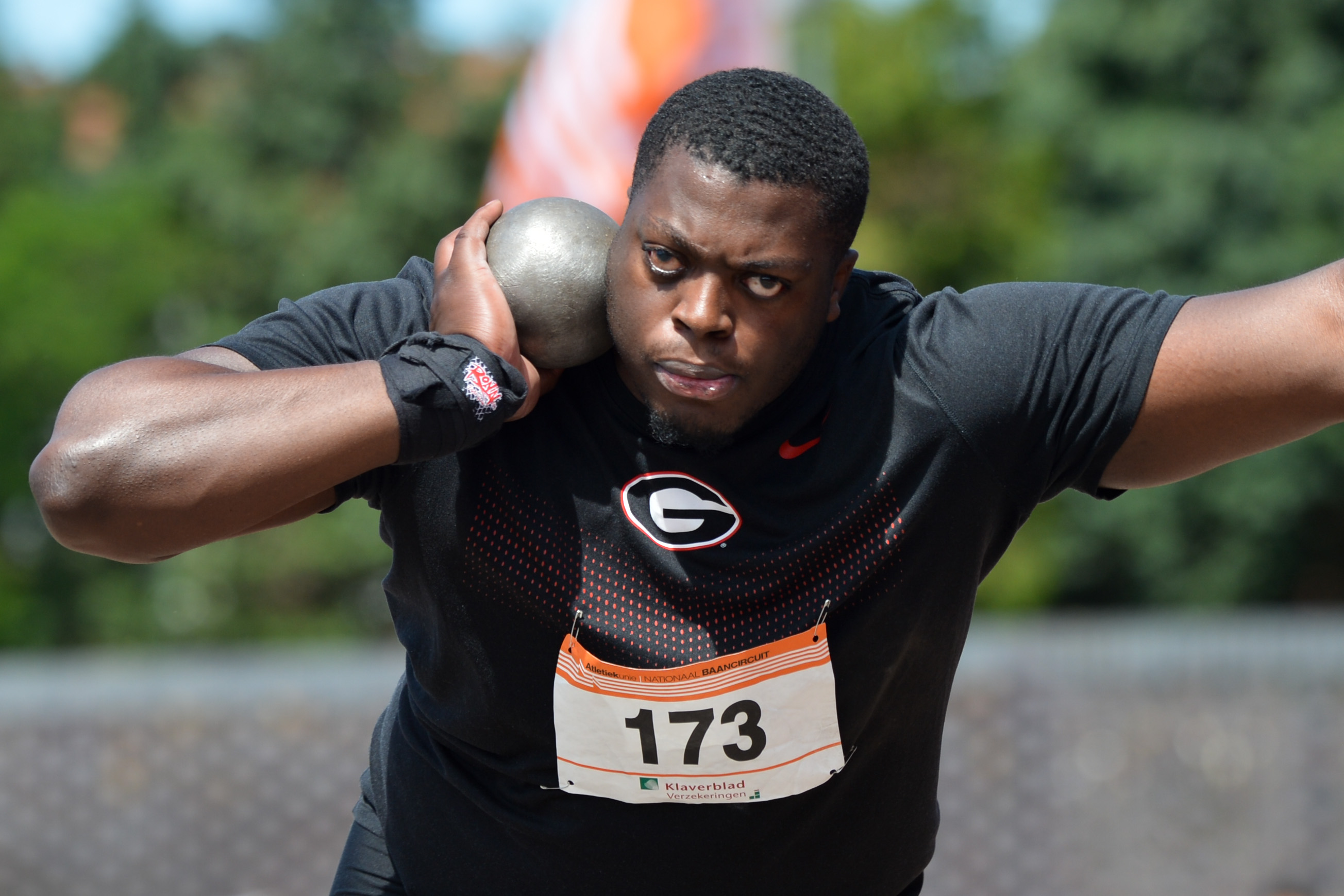
Denzel Comenentia Rang elf mit 20,03 m
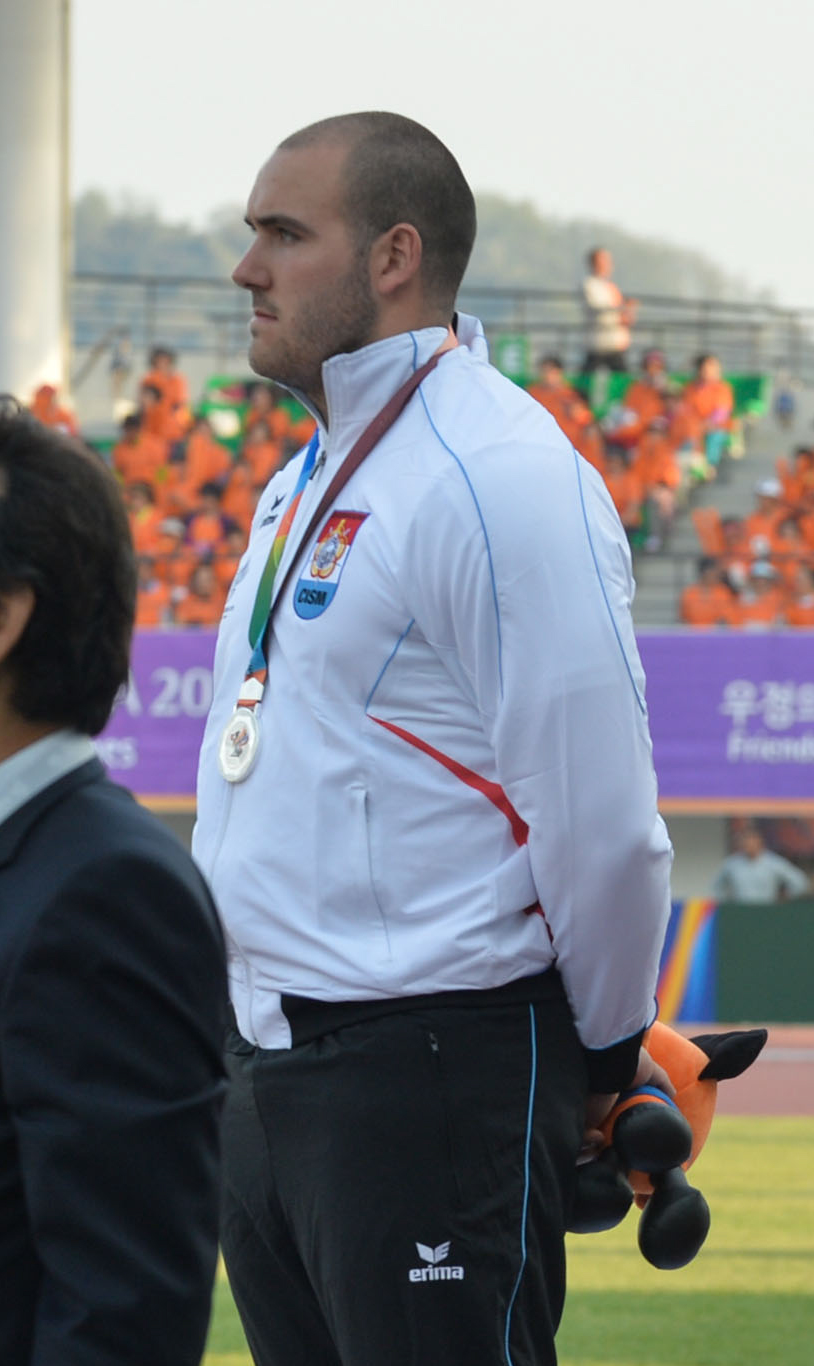
Bob Bertemes Rang dreizehn mit 19,89 m
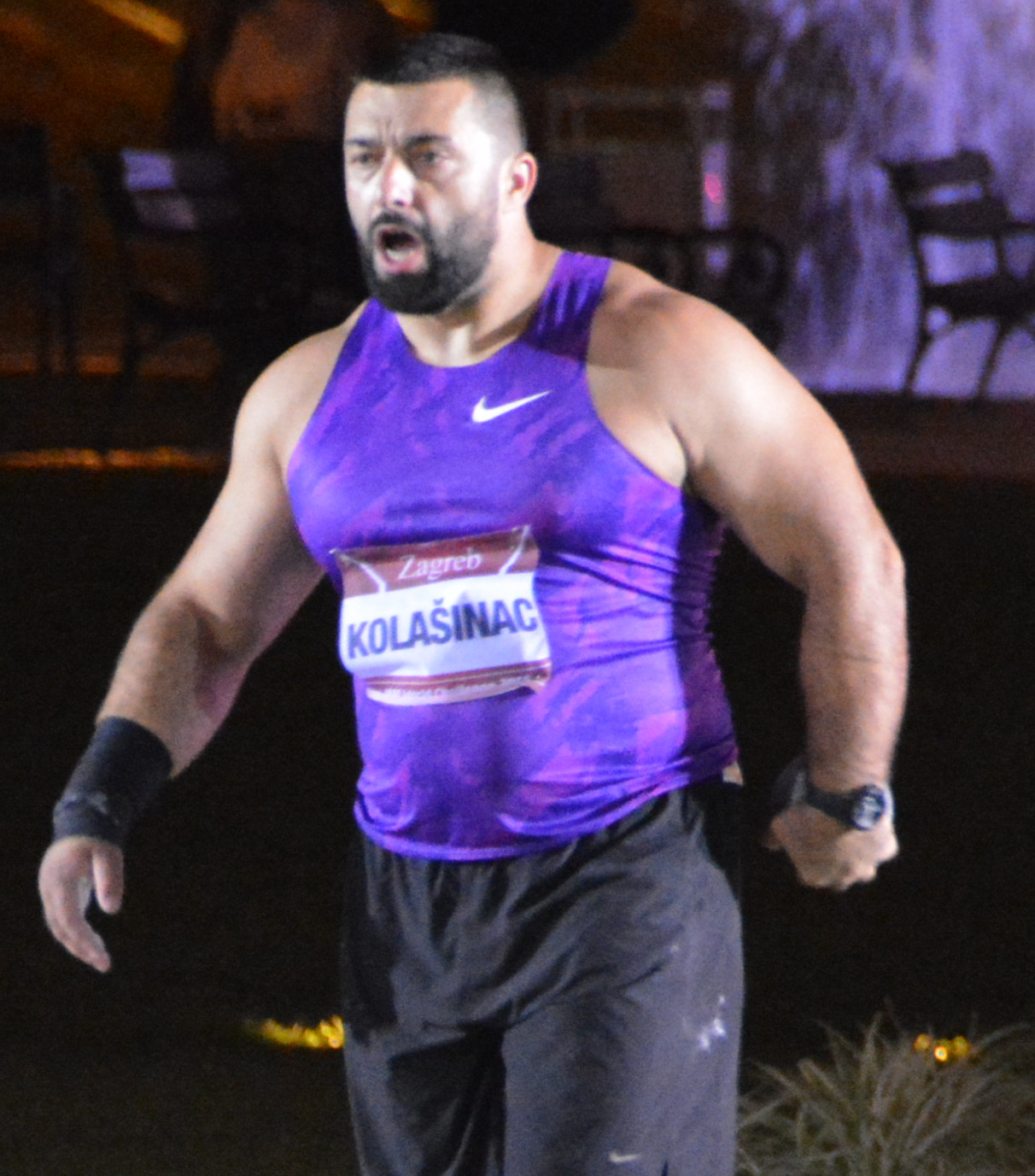
Asmir Kolašinac Rang vierzehn mit 19,86 m
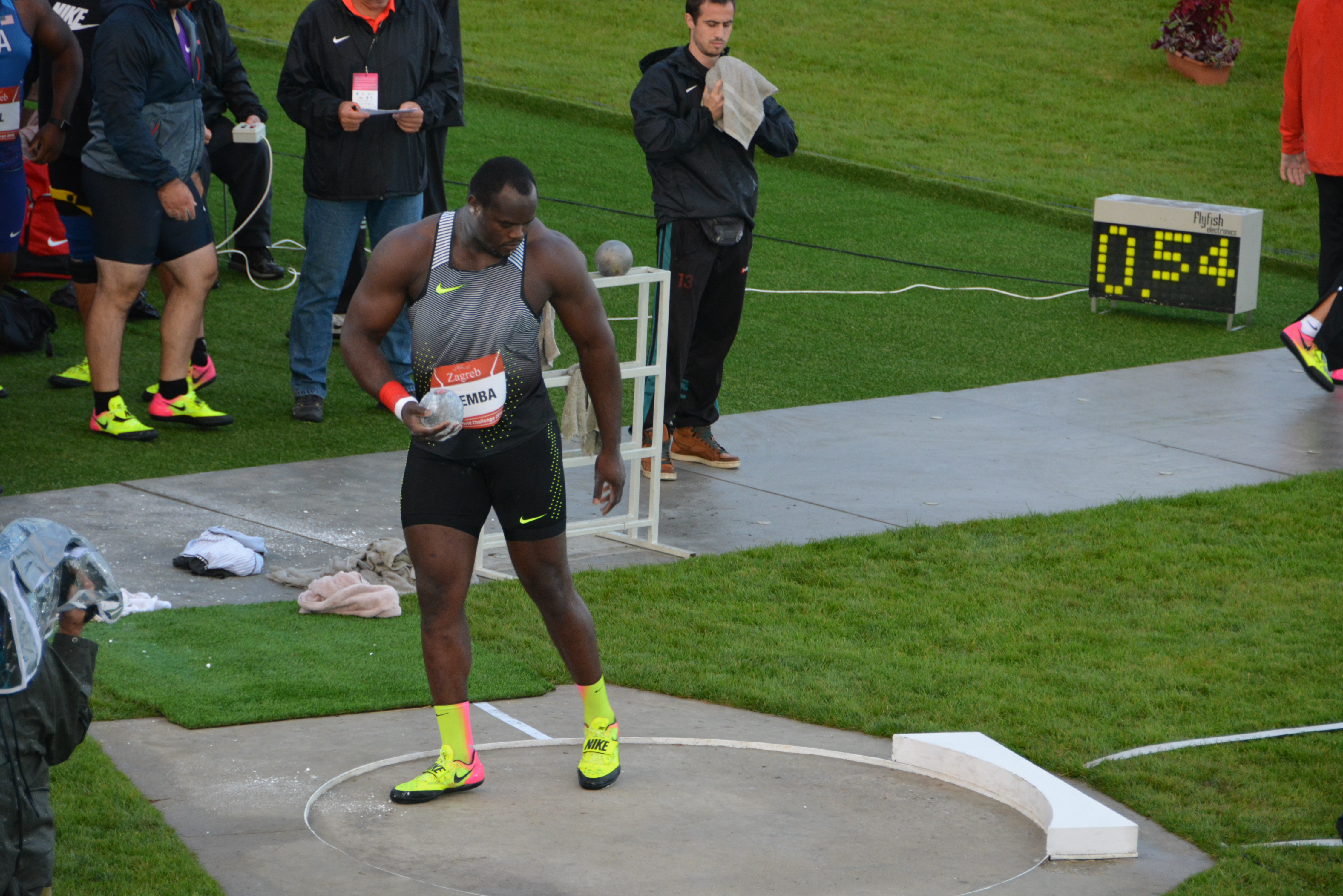
Franck Elemba Rang fünfzehn mit 19,76 m
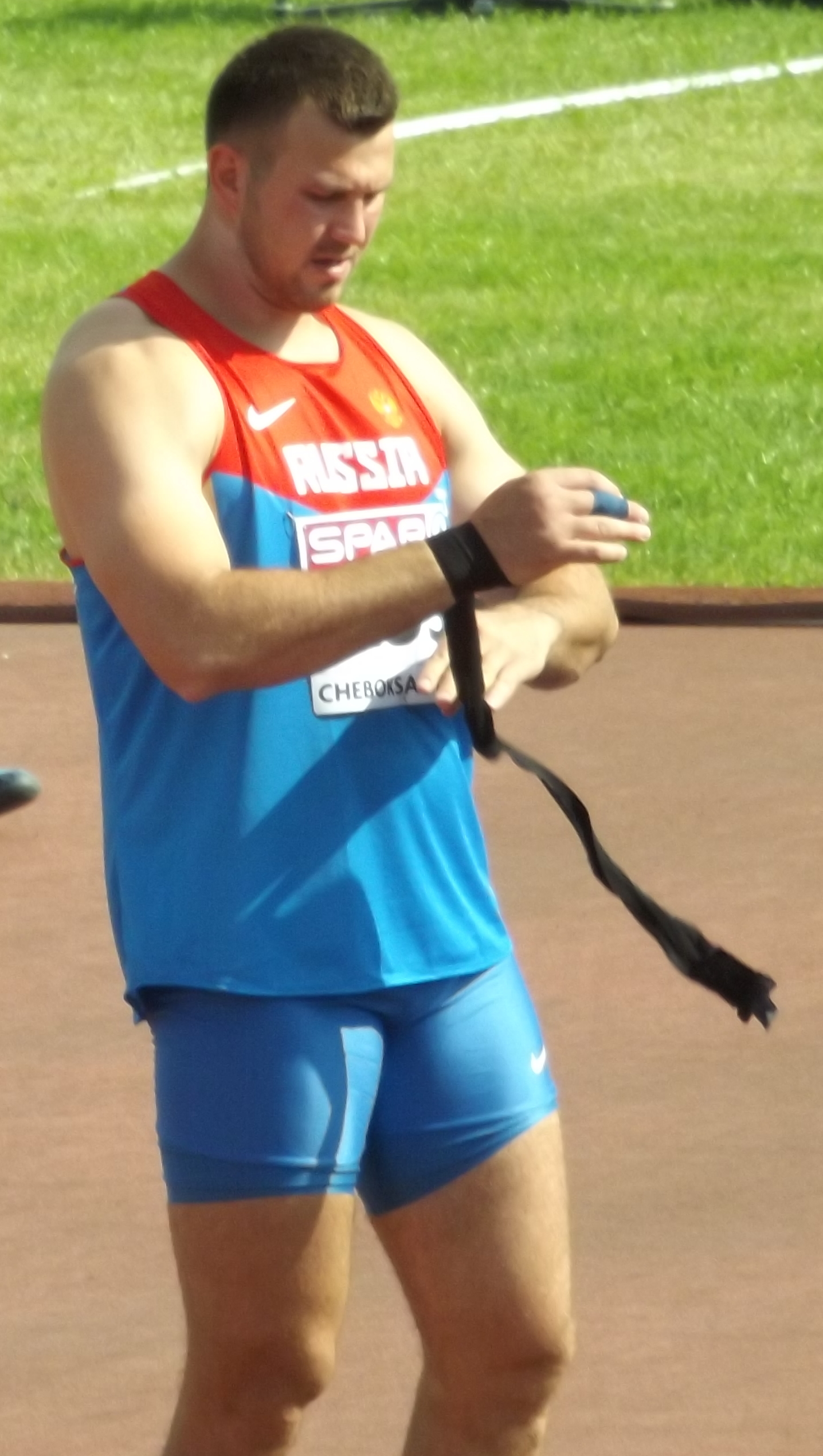
Alexander Lesnoi Rang sechzehn mit 19,62 m
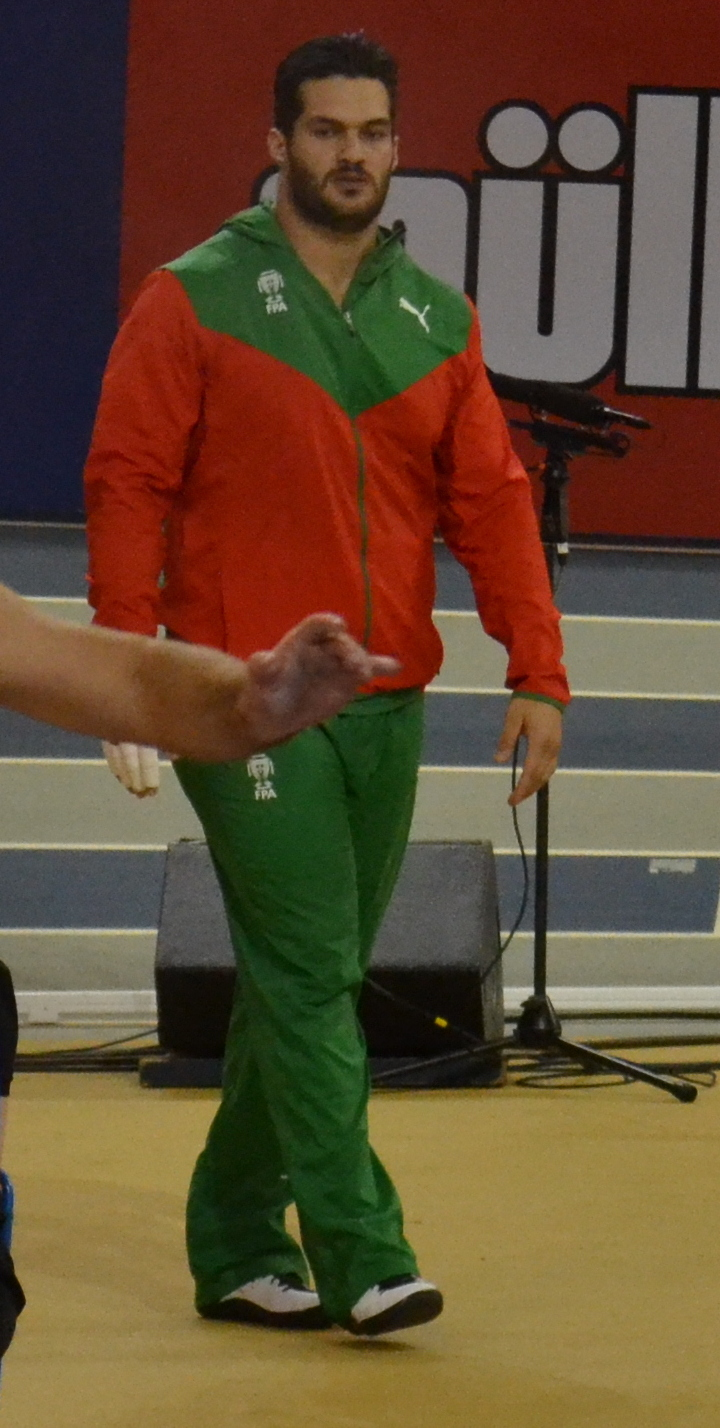
Francisco Belo Rang siebzehn mit 19,52 m

## Finale
5. Oktober 2019, 20:05 Uhr Ortszeit (19:05 Uhr MESZ)
| Platz | Athlet                | Land       | 1. Versuch | 2. Versuch | 3. Versuch | 4. Versuch                             | 5. Versuch                             | 6. Versuch                             | Weite (m) |
| ----- | --------------------- | ---------- | ---------- | ---------- | ---------- | -------------------------------------- | -------------------------------------- | -------------------------------------- | --------- |
|       | Joe Kovacs            | USA        | 20,90      | 21,63      | 21,24      | 21,95                                  | 21,94                                  | 22,91                                  | 22,91 CR  |
|       | Ryan Crouser          | USA        | 22,36      | x          | 22,36      | 22,71                                  | x                                      | 22,90                                  | 22,90 PB  |
|       | Tomas Walsh           | Neuseeland | 22,90      | x          | x          | x                                      | 22,56                                  | x                                      | 22,90 OZ  |
| 4     | Darlan Romani         | Brasilien  | 21,61      | 22,53      | 22,03      | 22,13                                  | x                                      | x                                      | 22,53     |
| 5     | Darrell Hill          | USA        | 20,58      | 21,38      | 21,65      | x                                      | 21,23                                  | x                                      | 21,65     |
| 6     | Konrad Bukowiecki     | Polen      | 20,73      | 21,46      | x          | 20,36                                  | x                                      | x                                      | 21,46     |
| 7     | Jacko Gill            | Neuseeland | 21,41      | 21,27      | 20,74      | x                                      | 21,01                                  | 21,45                                  | 21,45     |
| 8     | Chukwuebuka Enekwechi | Nigeria    | 21,18      | x          | 20,90      | 20,98                                  | 20,59                                  | 21,01                                  | 21,18     |
| 9     | Tim Nedow             | Kanada     | x          | 20,50      | 20,85      | nicht im Finale der besten acht Stoßer | nicht im Finale der besten acht Stoßer | nicht im Finale der besten acht Stoßer | 20,85     |
| 10    | Tomáš Staněk          | Tschechien | 20,61      | 20,79      | 20,46      | nicht im Finale der besten acht Stoßer | nicht im Finale der besten acht Stoßer | nicht im Finale der besten acht Stoßer | 20,79     |
| 11    | Filip Mihaljević      | Kroatien   | 20,33      | 20,38      | 20,48      | nicht im Finale der besten acht Stoßer | nicht im Finale der besten acht Stoßer | nicht im Finale der besten acht Stoßer | 20,48     |
| NM    | Armin Sinančević      | Serbien    | x          | x          | x          | nicht im Finale der besten acht Stoßer | nicht im Finale der besten acht Stoßer | nicht im Finale der besten acht Stoßer | ogV       |

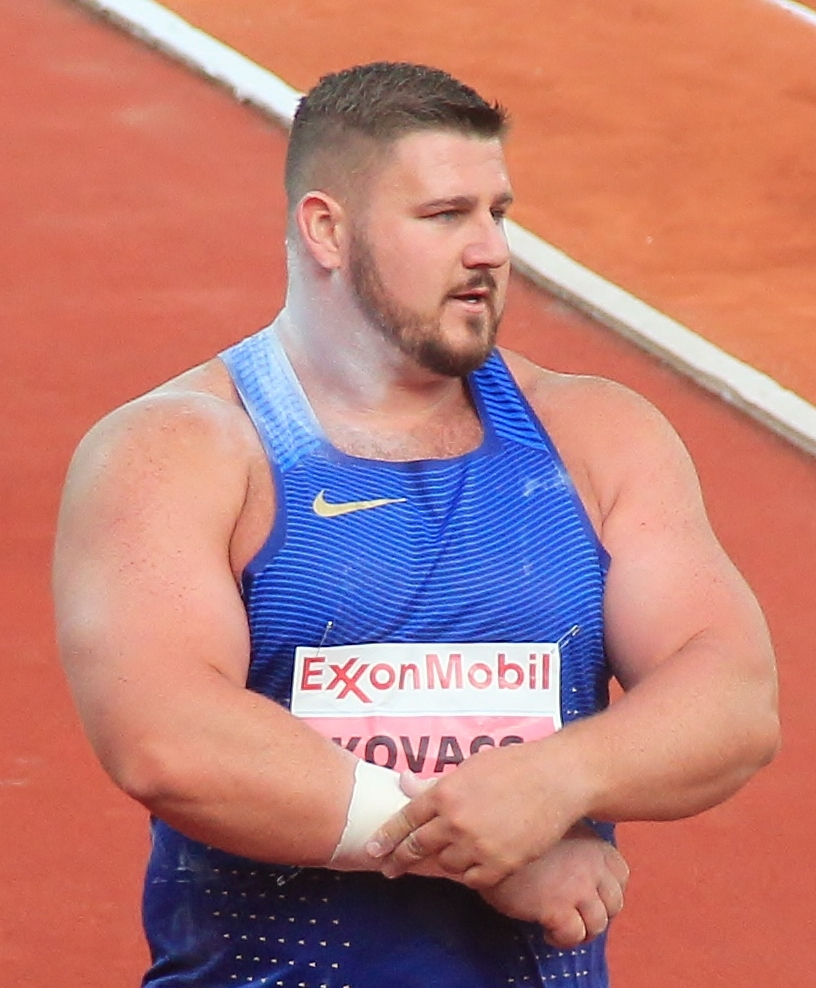
Joe Kovacs – Zum zweiten Mal Weltmeister mit Topweite
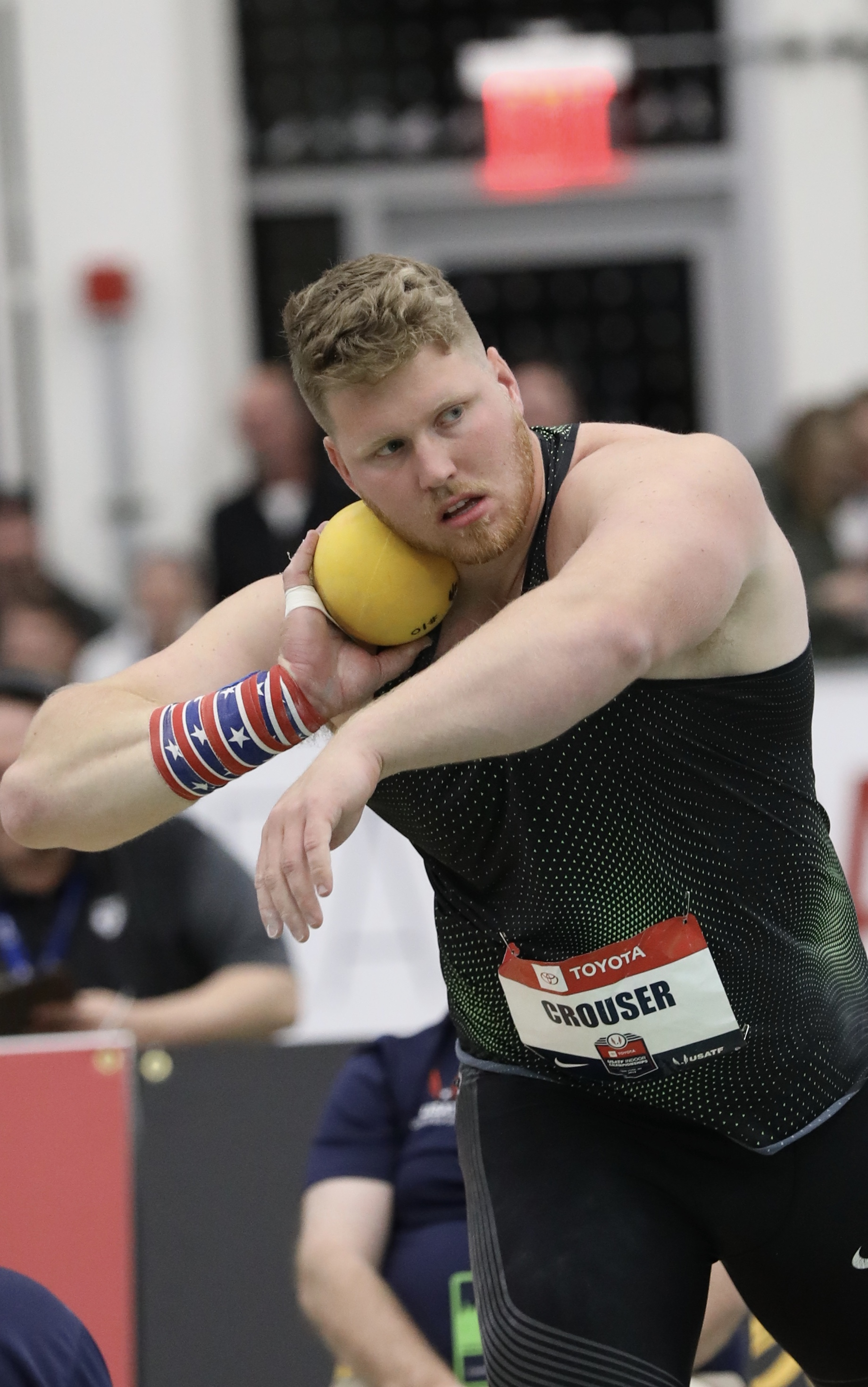
Vizeweltmeister Ryan Crouser
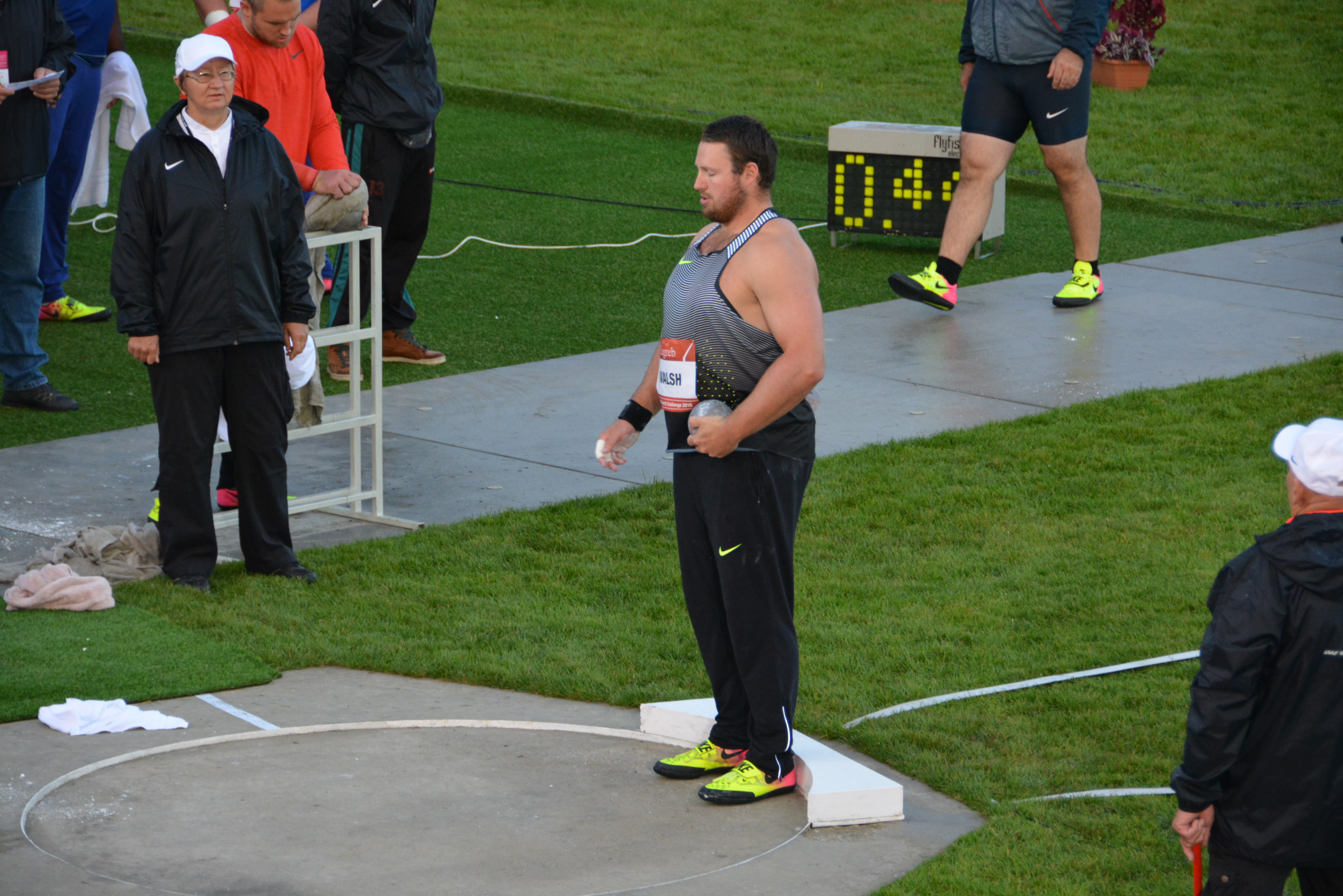
Bronzemedaillengewinner Thomas Walsh

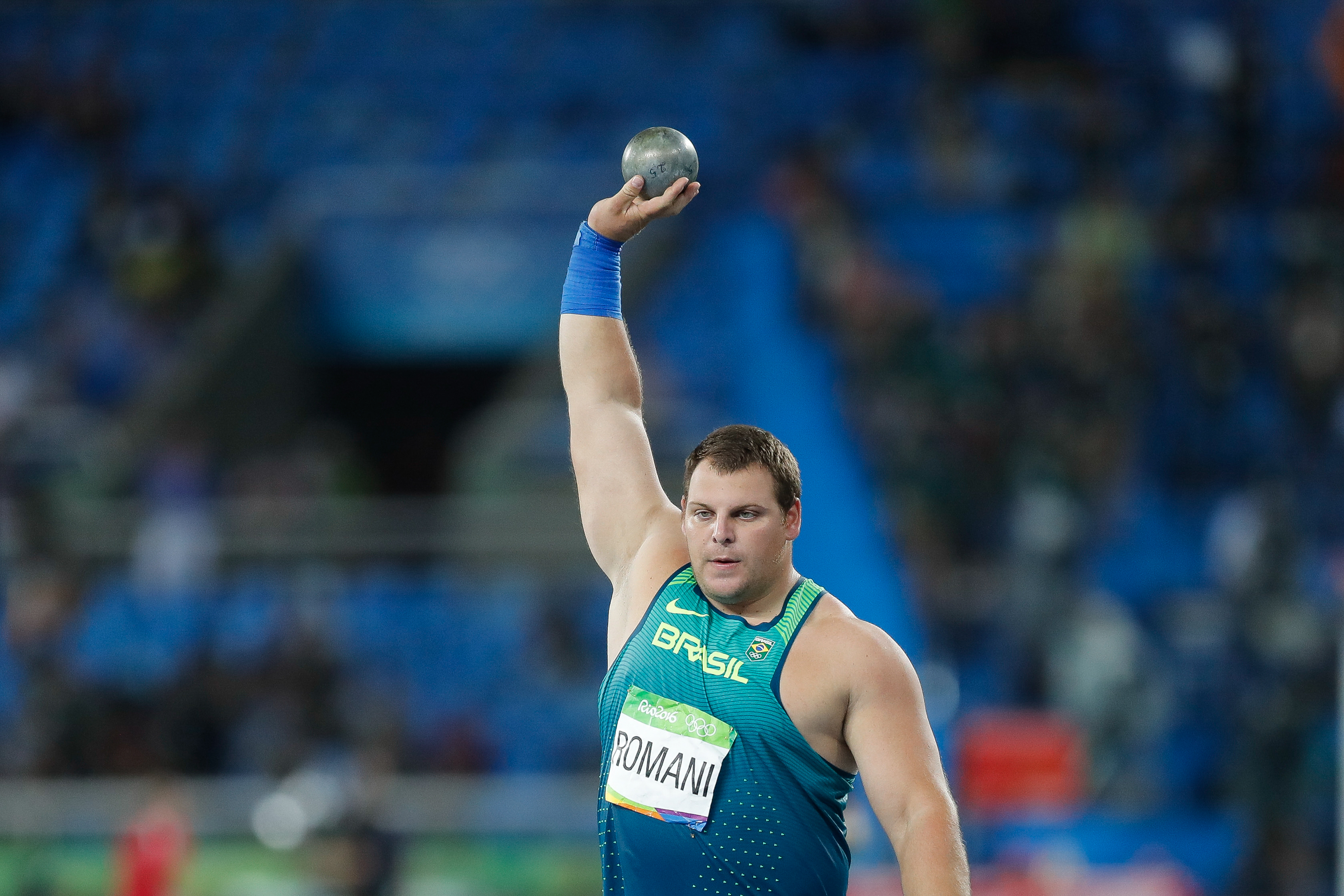
Darlan Romani belegte Rang vier
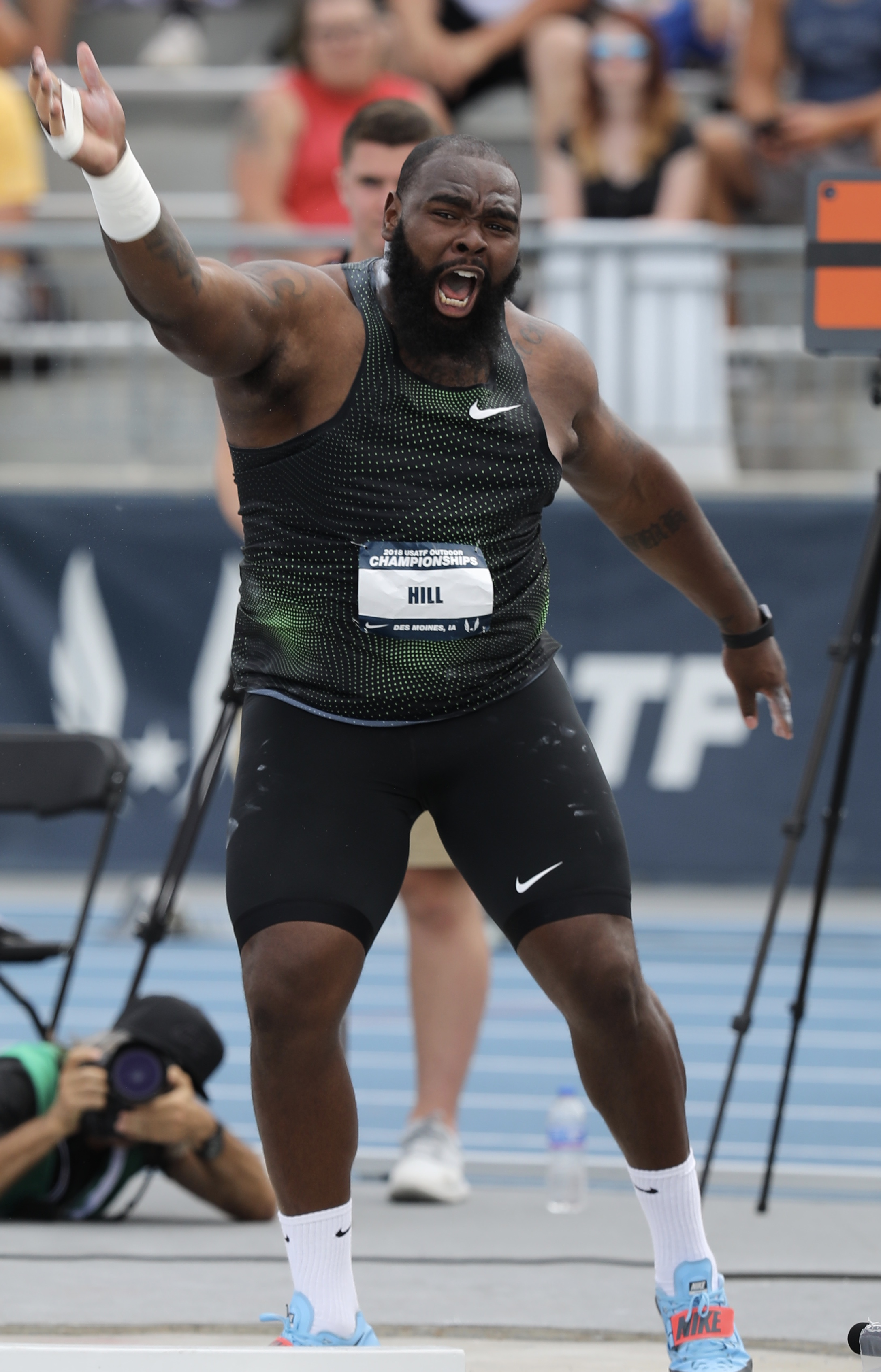
Der fünftplatzierte Darrell Hill
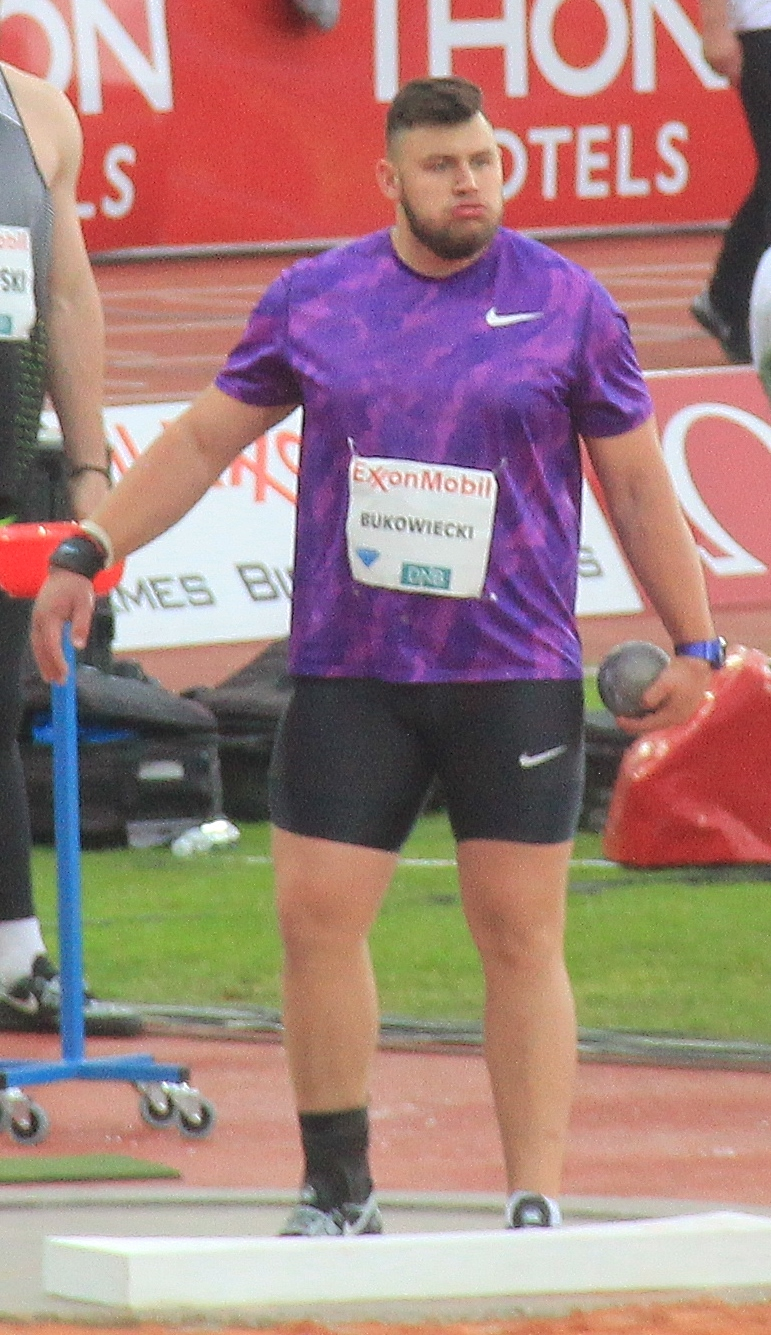
Konrad Bukowiecki kam auf den sechsten Platz
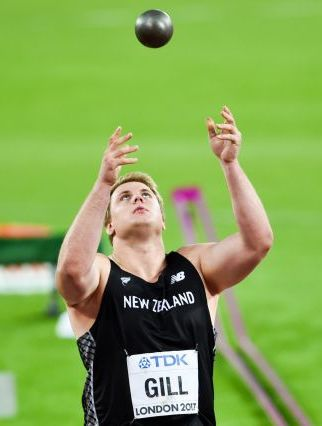
Jacko Gill wurde Siebter
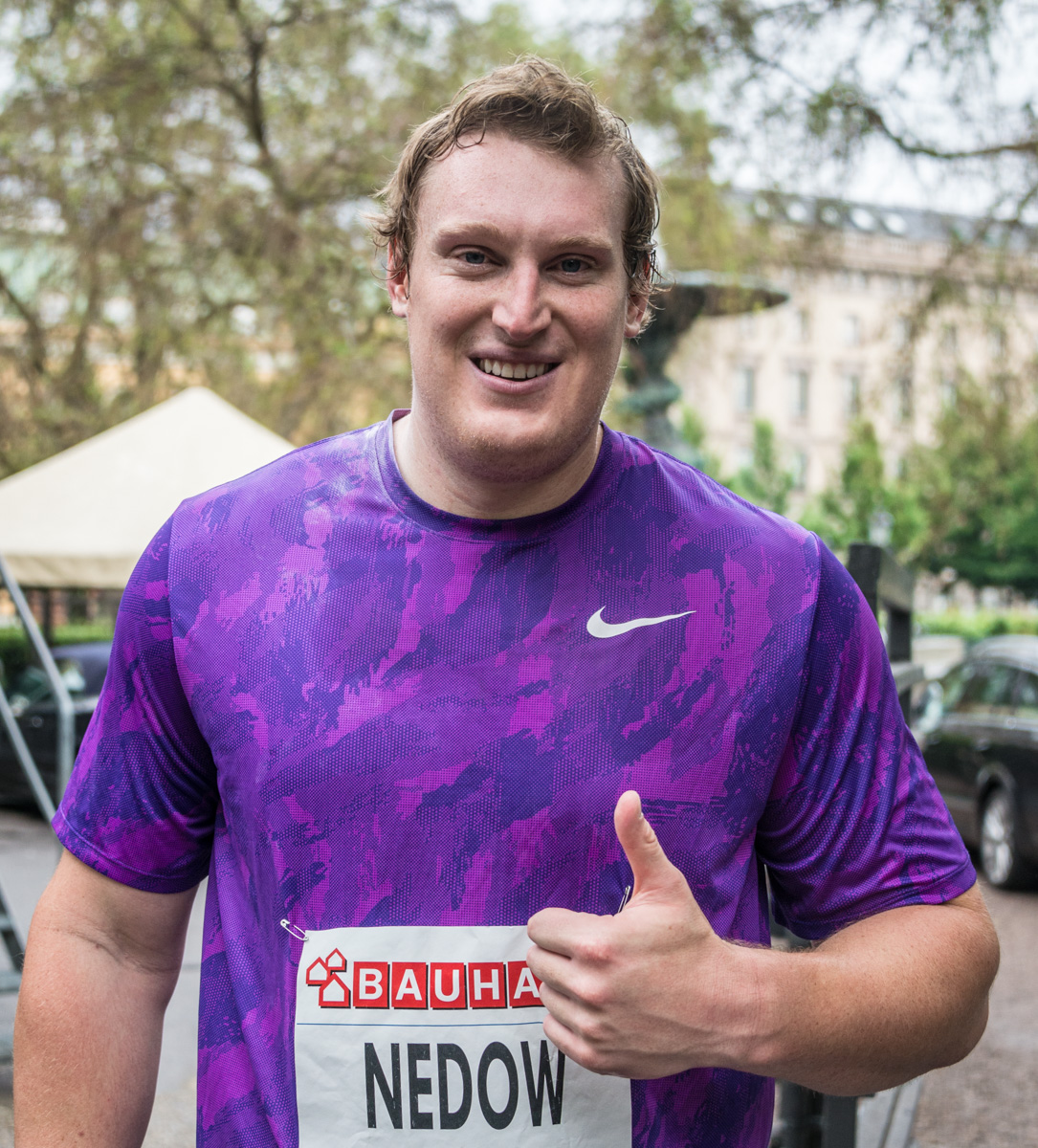
Tim Nedow erreichte Platz neun
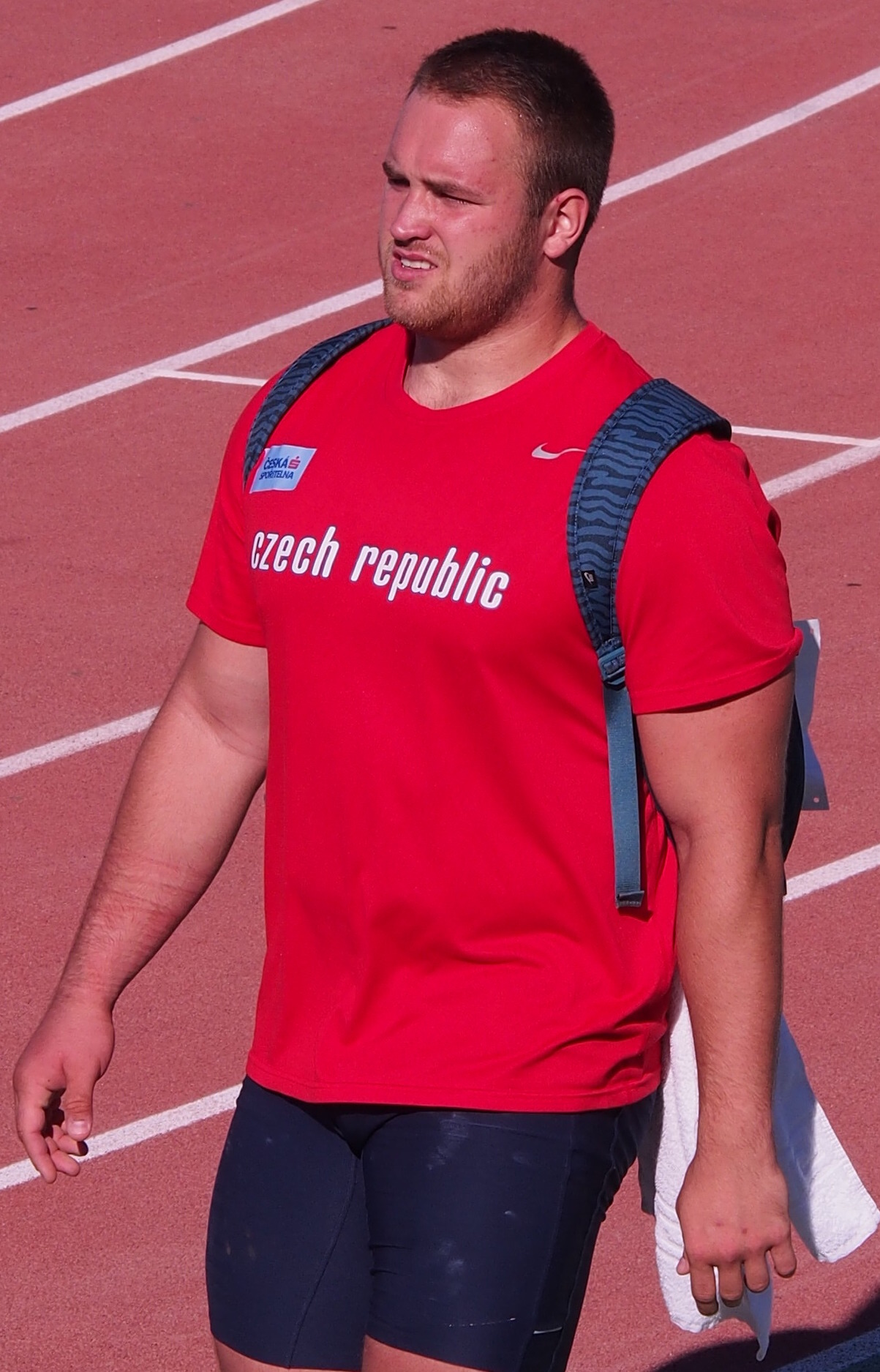
Rang zehn für Tomáš Staněk

## Video
- Men's Shot Put Final | World Athletics Championships Doha 2019, youtube.com, abgerufen am 17. März 2021